# Zionbjerget
Zionbjerget eller Zions bjerg (Hebraisk: הַר צִיּוֹן, transskription: Har Ṣīyyōn; Arabisk: جبل صهيون, transskription: Jabal Sahyoun) er en bakke i Jerusalem, der er beliggende lige uden for den gamle bydels mure. Bakkens er beliggende lige udenfor bymurens Zion-port, hvor man i dag kan finde forskellige kirker og andre religiøse seværdigheder bl.a. Kong Davids grav.
Udtrykket Zions bjerg (eller Zion) er blevet brugt i den hebraiske bibel først om Davidsbyen (Anden Samuelsbog 5:7, Første Krønikebog 11:5, Anden Krønikebog 5:2, Første Kongebog 8:1) og senere om Tempelbjerget, mens dens betydning i dag henviser til navnet på det gamle Jerusalems vestlige bakke. I en bredere forstand bruges udtrykket Zion også nogen gange som synonym for Jerusalem og hele Israels land som helhed.

## Etymologi
Etymologien af ordet Zion er usikker. Ordet bliver gengivet i biblen i Anden Samuelsbog (kapitel 5, vers 7) som navnet på den jebusitiske fæstning, der blev erobret af kong David. Ordets oprindelse er derfor sandsynligvis fra før israelitterne. Hvis det er semitisk, kan det være relateret til det hebraiske rod ṣiyyôn ("borg"). Selvom arabisk ikke blev talt i Jerusalem før 1.700 år senere, kan være relateret til roden ṣiyya ("tørt land") eller det arabiske šanā ("beskytte" eller "citadellet"). Det kan også være relateret til den arabiske rod ṣahî ("stig op til toppen") eller ṣuhhay ("tårn" eller "toppen af bjerget"). En ikke-semitisk relation til det hurriske ord šeya ("flod" eller "bæk") er også blevet foreslået.
Sahyun (arabisk: صهيون, transskription: Ṣahyūn eller Ṣihyūn) er ordet for Zion på arabisk og syrisk. En dal kaldet Wâdi Sahyûn (wadi er det arabiske ord for "dal") indeholder tilsyneladende navnet og ligger cirka 2,8 km fra den gamle bydel i Jerusalems Jaffa-port.
Udtrykket Har Tzion ("Zions bjerg"), optræder ni gange i Tanakh.

## De tre forskellige lokationer
Navnet Zions bjerg henviser til tre steder, eftersom Jerusalems indbygger bevarede det traditionelle navn, men ændrede det sted, som de dyrkede som det bibelske omdrejningspunkt. Ændringerne skete løbende over tid, således området for Zions bjerg stemte overens med, hvad de lokale indbyggere anså som det mest passende for deres egen tid.

### Lavere Østlige Bakke (Davidsbyen)
Indledningsvis var Zions bjerg navnet på den jebusitiske befæstede by på den nederste del af det gamle Jerusalems østlige bakke – også kendt som Davidsbyen.
I henhold til Anden Samuelsbog var Zions bjerg stedet for den jebusitiske fæstning kaldet "klippeborgen Zion" (Anden Samuelsbog 5:7), som blev erobret af kong David. Denne klippeborg blev efterfølgende delvist genopbygget og omdøbt "Davidsbyen", hvor kong David rejste sit palads.

### Øvre Østlige Bakke (Tempelbjerget)
Da det første tempel blev rejst på toppen af den østlige bakke, blev navnet "Zions bjerg" brugt om dette område.
Efter erobringen af den jebusitiske by blev dens bebyggede område udvidet nordpå mod den øverste del af samme østlige bakke. Denne højeste del blev stedet for Salomons tempel.
Identifikationen af de præ-israelitiske (jebusitiske) og israelitiske byer på den østlige bakke er baseret på eksistensen af kun én vandkilde i området, Gihon-kilden, og på arkæologiske udgravninger, der afslører dele af bronzealder- og jernalderbyen mure og vandsystemer.
"Zions Bjerg" – der nævnes i de senere dele af Esajas' Bog (Esajas' Bog 60:14), i Salmernes Bog og Første Makkabæerbog (ca. fra det 2. århundrede fvt; Første Makkabæerbog 4:36-38) – synes at henvise til toppen af bakken, der generelt kendes som Tempelbjerget.

### Vestlige Bakke (i dag kendt som Zionbjerget)
Det sidste skifte i placeringen af Zions bjerg skete omkring det første århundrede e.Kr., da Jerusalems indbyggere mente, at den vestlige bakke – som er mere dominerende end den østlige bakke – ville være en mere værdig placering for kong Davids tidligere tabte palads. Den vestlige bakke er det, der i dag kaldes Zionbjerget.
Nebukadnezzar II ødelagde Jerusalem næsten fuldstændigt omkring 586 fvt, hvilket medførte at den historiske hukommelse gik tabt. En lang periode med genopbygning fulgte herefter, og endte med Jerusalems anden totale ødelæggelse af romerne i 70 e.Kr. Josephus – historikeren fra det første århundrede e.Kr., der kendte byen, før den anden ødelæggelse – identificerede Zions bjerg som værende den vestlige bakke, adskilt fra den nedre østlige bakke af det, som han kalder "Tyropoeon-dalen". Det skal i denne forbindelse påpeges, at Josephus aldrig brugte navnet "Zions bjerg" i nogen af sine skrifter, men beskrev kong Davids "Citadel" som værende placeret på den højere og længere bakke. Dette pegede dermed på den vestlige bakke som det, Bibelen henviste til som Zions bjerg.
I anden halvdel af den første tempelperiode udvidede byen sig mod vest, og dens forsvarsmure blev udvidet til at omfatte hele den vestlige bakke.